# Har Ajta
Har Ajta (hebrejsky: הר עיתה) je horský masiv o nadmořské výšce přes 700 metrů v severním Izraeli, v Horní Galileji, na hranici s Libanonem.
Má podobu série několika kopců, které se táhnou severojižním směrem podél izraelsko-libanonské hranice, poblíž izraelské vesnice Štula a západně od libanonské obce Aita Ech Chaab. Od severu jde o následující vrcholy: Har Amiram (684 m n. m.), Har Magor (713 m n. m.) a Har Rahav (752 m n. m.). Dál k jihu je toto pásmo ohraničeno prudkým svahem do údolí vádí Nachal Šarach.